# Meduza (mitologija)
Meduza (grč. Μέδουσα, Médoysa) u grčkoj mitologiji bila je jedna od Gorgona, čudovišna žena koja je ljude pretvarala u kamen. Zajedno sa svojim sestrama Gorgonama - Stenom i Eurijalom - bila je kći morskog boga Forkisa i Keto ("Forkida"), zajedno sa sestrama Grejama, ili Tifonov i Ehidnin potomak.

## Etimologija
Meduzino ime dolazi od grčke riječi μεδομαι, medomai = "planirati", "dosjetiti se", "pronaći", od ženskog roda prezentskog participa glagola medein = "vladati nad", sve od ie. korijena *me- = "mjeriti". Muški rod medon = "vladar" homersko je ime. Također može značiti i da je ona "čuvarica" ili "zaštitnica".

## Karakteristike
Nekim pravom Gorgonom smatraju samo Meduzu, dok ostali gledaju na njih kao trojstvo.
Meduza je prikazivana često kao zvjersko žensko ljudsko lice koje je pogledom okamenjivalo. Često je prikazivana s krilima i pandžama i s kosom od zmija.
Dok su je starogrčki oslikavatelji vaza i urezivači reljefa prikazivali Meduzu kao čudovište, umjetnici od 5. stoljeća pr. n. e. nadalje prikazivali su je prekrasnom ali istodobno i užasnom. 

## Mitologija

### Preobrazba
Prema različitim izvorima, Meduza je pretvorena u čudovište zbog sljedećih razloga:
- Meduza je tvrdila da je ljepša od Atene[3]
- Meduza je tvrdila da ima ljepšu kosu od Atene
- Meduza i Posejdon spavali su zajedno u Ateninu hramu[4].

Potonja je inačica najčešća. Naime, Meduza i njezine sestre bile su prekrasne i radile su kao Atenine svećenice. Pošto su Posejdon i Meduza spavali zajedno, Atena se razbjesnila i pretvorila nju i njezine sestre u čudovišta - Gorgone.
Prema Pindaru, Meduza je "lijepih obraza". Prema Ovidiju, isprva je bila prekrasna nimfa koju su salijetali mnogi udvarači, ali da je boginja Atena njezinu prekrasnu kosu, pošto ju je Posejdon silovao u Ateninu hramu, pretvorila u zmije, a njezino lice učinila tako užasnim da pretvara ljude u kamen. Samo je meduza imala zmije u kosi.

### Perzej i Meduza
Polidekt, brat Perzejova odgojitelja Dikta, najavio je banket na kojem je svaki gost bio dužan donijeti konja, da bi mogao oženiti Hipodamiju ("pripitomljenica konja"). Polidekt je to učinio da makne Perzeja s otoka kako bi mogao dobiti njegovu majku Danaju. Perzej nije imao konja, ali obećao je da će donijeti Meduzinu glavu čije je lice pretvaralo ljude u kamen.
Perzej je dugo lutao tražeći Meduzu i njezine sestre Gorgone, ne znajući gdje bi tražio i kako bi je ubio. Bog Hermes je s Atenom došao u pomoć. Hermes mu je dao mač, a Atena štit/zrcalo. Nisu znali put do samih Gorgona, ali znali su do Greja, njihovih sestara, starih žena s jednim okom i zubom. Perzej je uzeo oko dok su ga izmjenjivale i nije ga htio vratiti sve dok mu nisu dale upute kako da stigne do Gorgona.
Potom je otišao do nimfa/Hiperboreanaca koji su mu dali krilate sandale, čarobnu putničku torbu kisibis i Hadovu kacigu nevidljivosti. Zajedno sa svim darovima stigao je u gorgonsku pećinu gdje su Gorgone spavale. Vidjevši Meduzin odraz u štitu, mogao joj je sigurno prići i odsjeći glavu a da ga ne skameni njezino lice. Druge su ga dvije Gorgone slijedile, ali pobjegao je uz pomoć svoje kacige nevidljivosti.
Njezinom se glavom koristio kao štitom i oružjem jer je i dalje okamenjivala. Prema nekim izvorima glava joj je pokopana u atenskoj Agori.
Prema Apolodoru, također je nakon spašavanja Andromede Meduzinom glavom okamenio Fineja i drugove, koji su se urotili protiv njega. Vrativši se na otok Serif, osvetio se na kralju Polidektu koji ga je poslao na zadatak pokazavši u kraljevskoj palači svima Meduzinu glavu i tako ih pretvorivši u kamen. Potom je Dikta učinio kraljem, a sandale, kisibis i kacigu vratio je Hermesu te Meduzinu glavu Ateni koja je formirala štit. Prema Ovidiju, Akrizija je prognao njegov brat Protej. Perzej ga je Meduzinom glavom pretvorio u kamen i vratio Akrizija na prijestolje. 

### Nakon smrti

#### Rođenja
Kad ju je Perzej obezglavio, bila je trudna. Pošto joj je odsjekao glavu, iz njezina su vrata rođeni Pegaz, krilati konj i Hrisaor, div.
Slično tomu, smatralo se da su koralji u Crvenom moru nastali od prolivene Meduzine krvi, kad je Perzej polegnuo njezinu glavu na obali. Također se smatralo da su zmije otrovnice u Sahari nastale od kapljica njezine krvi. 

#### Uvojak kose
Heraklu je Atena dala uvojak Meduzine kose koja je posjedovala iste moći kao i glava te ga je dao Steropi, Kefejovoj kćeri, da zaštiti grad u slučaju napada.
U drugoj inačici mita, Atena je Kefeju dala uvojak kao zaštitu grada Tegeje od napada.

#### Asklepije
Vjerovalo se da krv uzeta s desne strane Meduzina tijela može oživiti mrtvaca, ali krv uzeta s lijeve strane smrtonosni je otrov. Atena je Asklepiju dala posudicu prve krvi. Asklepijeva je moć oživljavanja mrtvih razljutila Zeusa koji ga je pogodio munjom. Jedna inačica priče govori da je Zeus bio ljut jer je Asklepije tražio novčanu nadoknadu za uskrsnuće, a druga govori da je se razljutio jer je htio uskrsnuti Hipolita što je obećao Artemidi. Asklepijeva smrt bila je pouka da se nijedan čovjek ne smije igrati boga.

#### Atlas
Zbog starog proročanstva Atlas nije vjerovao strancima te u zemlju nije pustio ni junaka Perzeja koji se htio vratiti kući noseći Meduzinu glavu. Atlas mu je rekao da je njegovo hvalisanje bogohulna laž, a Perzej mu je dokazao da govori istinu tako što mu je pokazao njezinu odsječenu glavu te se Atlas pretvorio u kamenu istoimenu planinu, a i dalje drži nebeski svod na svojim plećima, dok mu se glava - vrh planine - gubi u plavetnilu nebeskog svoda koji će zauvijek držati.

## Poveznice
- Gorgone
- Perzej

## Vanjske poveznice
- Meduza u klasičnoj literaturi i umjetnosti (engl.)
- Meduza u grčkoj mitologiji (engl.)